# Xenoctenus unguiculatus
Espèce
Synonymes
- Xenoctenus marmoratus Mello-Leitão, 1941

Xenoctenus unguiculatus est une espèce d'araignées aranéomorphes de la famille des Xenoctenidae.

## Distribution
Cette espèce se rencontre en Argentine dans les provinces de San Luis, de San Juan, de Mendoza, de La Pampa, de Buenos Aires, de Córdoba, de La Rioja, de Catamarca, de Tucumán, de Santiago del Estero, de Salta, de Chaco et de Formosa et au Brésil au Rio Grande do Sul,.

## Description
Le juvénile holotype mesure 11 mm.
Le mâle décrit par Faustino-Magalhaes, Piacentini et Santos en 2024 mesure 17,82 mm et la femelle 18,49 mm, les mâles mesurent de 12,10 à 23,14 mm et les femelles de 16,63 à 22,08 mm.

## Systématique et taxinomie
Cette espèce a été décrite par Mello-Leitão en 1938.
Xenoctenus marmoratus a été placée en synonymie par Faustino-Magalhaes, Piacentini et Santos en 2024.

## Publication originale
- Mello-Leitão, 1938 : « Algunas arañas nuevas de la Argentina. » Revista del Museo de La Plata, Nueva Serie, vol. 1, p. 89-118.